# Stade Roger Zami
Stade Roger Zami lub Stade Le Gosier – to wielofunkcyjny stadion w mieście Le Gosier na Gwadelupie. Jest obecnie używany głównie dla meczów piłki nożnej. Swoje mecze rozgrywa na nim drużyna piłkarska AS Le Gosier. Stadion może pomieścić 3000 osób.